# انتفاضة خوتين
كانت انتفاضة خوتين تمردًا قادته أوكرانيا في أقصى الطرف الشمالي من منطقة بيسارابيا، الواقعة بين بوكوفينا وبودوليا. وقعت الانتفاضة في الفترة بين 7 يناير والأول من فبراير من العام 1919، بعد أقل من عام على ضم بيسارابيا للمملكة الرومانية. تعرف المدينة التي تمحورت فيها الانتفاضة اليوم باسم خوتين، وتقع في تشيرنيفتسي أوبلاست، أوكرانيا؛ في العام 1919، كانت عاصمة مقاطعة هوتين، على الحدود غير الرسمية بين رومانيا وجمهورية أوكرانيا الشعبية. نفذ الثورة سكان محليون مسلحون، معظمهم من الفلاحين الأوكرانيين، بمساعدة من الهاربين من جيش الشعب الاوكرانى وجماعات من المولدوفيين، مع بعض الدعم من البلاشفة المحليين والروس البيض. شكلت الانتفاضة جزءًا من حرب الاستقلال الأوكرانية، لكن تبقى مسألة دعم جمهورية أوكرانيا الشعبية لها من عدمه محل نزاع بعدما أنكرت جمهورية أوكرانيا الأمر. على نحو مماثل، يعتبر دور البلاشفة، الذي طالما سلط الضوء عليه تقليديًا في التأريخ الروماني والسوفييتي على حد سواء، محل نقاش. إذًا، فانتفاضة خوتين ترتبط على نحو مبهم بالحرب الأهلية الروسية والحرب الأوكرانية السوفييتية.
بعد أيام من أنشطة حرب العصابات التي قادها الفلاحون، عبرت فرقة كبيرة من الأنصار المدربين إقليم دنيستر من من منطقة جمهورية أوكرانيا الشعبية، وفي 23 يناير، تمكنت من الاستيلاء على المدينة، الأمر الذي خلق حالة من الارتباك بين قوات الجيش الروماني الرابضة في المنطقة. شكلت هذه المجموعة «مديرية» تعمل كحكومة غير معترف بها لخوتين. كان الهدف منها تغيير وضع المقاطعة، أو وضع كل بيسارابيا، قبل انعقاد مؤتمر باريس للسلام، لكنها ظلت مقسمة داخليًا إلى فصائل موالية لجمهورية أوكرانيا الشعبية وأخرى موالية للبلاشفة. في غضون أيام، أطاح الجيش الروماني بقيادة الجنرال كلينت دافيدوغلو بالمديرية، الذي بدأ أيضا في ملاحقة المزارعين المسلحين. قدر عدد القتلى بـ 11000 أو أكثر قتلوا أثناء إطلاق نار عشوائي وقصف للمحليات على ضفتي دنيستر، مع طرد 50 ألف آخرين. تعترف مصادر الجيش الروماني بأن القمع كان عنيفًا، لكنها تعترض على عدد القتلى المعلن.
نبذ المشاركون بالثورة التراخي الذي أبدته جمهورية أوكرانيا الشعبية، الأمر الذي أدى إلى تقسيم أنفسهم بين الجيش الأحمر والبيض. أعقبت انتفاضة خوتين بوقت وجيز غارة على تيغينا، البيسارابيان البلشفي جريجوري كوتوفسكي، الذي ضمت المحاربين القدامى من خوتين. ضمنت تلك الحوادث بيسارابيا لرومانيا الكبرى، التي ترى في قوى الحلفاء ضمانة ضد الثورة الشيوعية. في أواخر العام 1919، مع تحالف القوات المسلحة في جنوب روسيا مع العديد من الكيانات البيضاء، رسمت محاولة لغزو بيسارابيا، إلا أنها خسرت أمام الجيش الأحمر. استمر الاتحاد السوفييتي الناشئ بدعم الأحزاب في مقاطعة هوتين أثناء فترة ما بين الحربين العالميتين، حتى ضم بيسارابيا بالكامل في عام 1940.

## خلفية

### قبل عام 1918
تعود مطالب أوكرانيا بخوتين (أو هوتين) إلى إمارة هاليتش، مع تقارير مفادها أن الأوكرانيين استقروا هناك قبل سقوط الأراضي في قبضة المملكة المجرية. كانت المدينة آنذاك تنتمي إلى إمارة مولدافيا، التي نشأت من أحد الإقطاعات المجرية، قبل أن تصبح دولة رافدة للإمبراطورية العثمانية. بدأت إمبراطورية روسيا توغلاتها على مولدافيا بحملة نهر بروث في الفترة بين عامي 1710 و1711، الأمر الذي دفع العثمانيين إلى ضم قلعة خوتين وإعادة بناء مقاطعة هوتين المقابلة إلى مقاطعة متمايزة (رايا) في العام 1714. استحوذت روسيا في النهاية على المدينة في أعقاب معاهدة بوخارست لعام 1812، والتي اعترفت خلالها كافة الأطراف بأنها منفصلة عن مدينة بيسارابيا. بعد خمس سنوات، أفاد تعداد للسكان أن 7000 أسرة «روثنية» استعمرت داخل المنطقة من قبل روسيا. واستمرت الهجرة بوتيرة ثابتة، وكانت في جزء كبير منها مشاريع خاصة، إذ كانت الأيدي المأجورة مطلوبة من أجل «العقارات الهائلة» للنبلاء المولدو-بيسارابيين. بحلول عام 1900، شكل الأوكرانيون تقريبًا أغلبية سكان المنطقة، إلا أنه لا وجود لإحصاء نهائي. حسب المؤرخ نيكولاي إنسيو، كان هناك 121 قرية تضم أوكرانيين بالكامل في عام 1918، و16 قرية كلها رومانيون، و16 قرية مختلطة. سكن اليهود البيسارابيون بلدة خوتين، لكن تختلف التقاليد حولن نسبتهم، إذ تتراواح بين الغالبية العظمى وخمس عدد السكان.
تحت الحكم الروسي، أنشئت مقاطعة هوتين في محافظة بيسارابيا. كان الحكم المحلي فيها، المعروف باسم «زيمتوف»، ممثّلًا بإفراط من النبلاء الروس، خاصة أسر كروبينسكي وليزوفسكي المتنافسة؛ في عام 1900، سيطر عليها أفراد من الأسرة الأولى، من بينهم ألكسندر إن. كروبينسكي. أصبحت قبضتها أكثر تراخٍ منذ عام 1912، عندما ذهبت رئاسة زيمستفو إلى القومي الروماني ديمتري إيه. أواتول. كانت الهيمنة الروسية عرضة للخطر مرة أخرى أثناء الحرب العالمية الأولى، عندما كانت المناطق الشمالية من هوتين عبارة عن ساحة معركة مدمرة، إلى جانب دوقية بوكوفينا المجاورة. كان الأخيرة امتدادًا للنمسا والمجر، التي تراءت ضم خوتين بعد هزيمة روسيا ورومانيا. عقب ثورة فبراير، أصبح أوتول مفوضًا لخوتين، عينته الحكومة الروسية المؤقتة. كانت محاولته لإعادة فرض سيطرته بلا جدوى، إذ بدأت الجماعات الاجتماعية المحرومة من الحقوق في السابق في تشكيل مجالس خاصة بها رافضةً الالتزام بالقوانين المركزية. حتّم ذلك إضفاء الطابع الإشتراكي على جميع الملكيات العقارية.
سقطت الحكومة المؤقتة في أثناء ثورة نوفمبر، التي تركت بيسارابيا وخوتين في وضع غير مستقر. أعادت بيسارابيا رسميا تنظيم نفسها في جمهورية ديمقراطية مولدافيا ذاتية الحكم، تحت زعامة المبعوث الروسي السابق إيون إنكولت. أشار إنكولت بنفسه أن المنطقة، بما فيها خوتين، تحتاج إلى الدفاع عنها من الانفصالية الرومانية والأوكرانية، وأن تظل متمسكة بجمهورية روسيا الاتحادية. استشهد بـ «الدمار في أرض هوتين» كأحد الأسباب الرئيسية لإقامة حكومة إقليمية. صدرت الأوامر إلى 10 أفواج من الجيس البيسارابيري باستئناف السيطرة على المنطقة.
كما أعلنت الجمهورية الأوكرانية المعلن عنها حديثًا إقامة علاقات ودية مع حركة الجمهورية الديموقراطية المولدافية ورومانيا. كان رئيس الوزراء الروماني أيون بروتيانو، الذي كان لا يزال يأمل في الحفاظ على الجبهة المولدافية ضد تعديات القوى المركزية، يأمل في اجتذاب النظام الجديد إلى صفه. بحلول يناير من العام 1918، انتشر الجيش الإمبراطوري الروسي على طول نهر سيريت، وقد قسم نفسه إلى البلاشفة والموالين لجمهورية الشعب الأوكرانية، ليساعد القسم الثاني السلطات الرومانية بقمع القسم الأول. سعى الجيش الروماني للحصول على موافقة كل من حركة الجمهورية الديموقراطية المولدافية وجمهورية الشعب الأوكرانية لتوغلها بوقت لاحق في بيسارابيا، حيث ساعد في تحييد المراكز البلشفية. في هذه الحالة، وافقت جمهورية الشعب الأوكرانية على الاعتراف بحركة الجمهورية الديموقراطية المولدوفية، لكنها قدمت مطالبات محددة بمقاطعتي هوتين وسيتاتيا ألبا. في الوقت نفسه، قدمت كل من الحركة البيضاء وروسيا السوفييتية مطالبات مواجهة بالمنطقة، ما أجج الخلاف بين الأوكرانيين المحليين.